# Вулька-Плебаньска (Люблинское воеводство)
Вулька-Плебаньска (пол. Wólka Plebańska) — деревня в Бяльском повете Люблинского воеводства Польши. Входит в состав гмины Бяла-Подляская. По данным переписи 2011 года, в деревне проживало 403 человека.

## География
Деревня расположена на востоке Польши, на левом берегу реки Рудки, на расстоянии приблизительно 4 километров к югу от города Бяла-Подляска, административного центра повета. Абсолютная высота — 140 метров над уровнем моря. К югу от населённого пункта проходит региональная автодорога 812.

## История
Согласно «Справочной книжке Седлецкой губернии на 1875 год» деревня входила в состав гмины Сидорки Бельского уезда Седлецкой губернии. В период с 1975 по 1998 годы входила в состав Бяльскоподляского воеводства.

## Население
Демографическая структура по состоянию на 31 марта 2011 года:
|         | Всего | До трудоспособного возраста | Трудоспособного возраста | Старше трудоспособного возраста |
| ------- | ----- | --------------------------- | ------------------------ | ------------------------------- |
| Мужчины | 204   | 41                          | 145                      | 18                              |
| Женщины | 199   | 37                          | 123                      | 39                              |
| Всего   | 403   | 78                          | 268                      | 57                              |